# جوش غيلبرت (موسيقي)
جوش غيلبرت (بالإنجليزية: Josh Gilbert)‏ هو موسيقي أمريكي، ولد في 17 مارس 1987.